# Sportverein Eintracht Trier 05 1963-1964
Questa voce raccoglie le informazioni riguardanti il Sportverein Eintracht Trier 05 nelle competizioni ufficiali della stagione 1963-1964.

## Stagione
Nella stagione 1963-1964 l'Eintracht Trier, allenato da Janos Gerdov, concluse il campionato di Regionalliga sudovest al 6º posto. In Coppa di Germania l'Eintracht Trier fu eliminato al primo turno dall'Hannover 96.

## Rosa
| N. |                     | Ruolo | Calciatore          |
| -- | ------------------- | ----- | ------------------- |
|    | Germania (bandiera) | P     | Eduard Schmitt      |
|    | Germania (bandiera) | D     | Werner Baumgart     |
|    | Germania (bandiera) | D     | Günter Geulich      |
|    | Germania (bandiera) | D     | Willi Haag          |
|    | Germania (bandiera) | D     | Rolf-Hermann Matzat |
|    | Germania (bandiera) | C     | Hans Becker         |
|    | Germania (bandiera) | C     | Horst Busch         |

| N. |                     | Ruolo | Calciatore       |
| -- | ------------------- | ----- | ---------------- |
|    | Germania (bandiera) | C     | Erich Hermesdorf |
|    | Germania (bandiera) | C     | Lothar Kleim     |
|    | Germania (bandiera) | C     | Peter Scholtes   |
|    | Germania (bandiera) | A     | Horst Brand      |
|    | Germania (bandiera) | A     | Dieter Brozulat  |
|    | Germania (bandiera) | A     | Heinz Schmitz    |

## Organigramma societario
Area tecnica
- Allenatore: Janos Gerdov
- Allenatore in seconda:
- Preparatore dei portieri:
- Preparatori atletici:
- Analisi video:

## Calciomercato

### Sessione estiva
| Acquisti | Acquisti       | Acquisti        | Acquisti |
| R.       | Nome           | da              | Modalità |
| -------- | -------------- | --------------- | -------- |
| D        | Günter Geulich | Rot-Weiss Essen |          |
| C        | Lothar Kleim   | Hessen Kassel   |          |

| Cessioni | Cessioni | Cessioni | Cessioni |
| R.       | Nome     | a        | Modalità |
| -------- | -------- | -------- | -------- |

## Risultati

### Regionalliga

#### Girone di andata
| 4 agosto 1963 1ª giornata | Niederlahnstein | 3 – 2 | Eintracht Treviri |  |

| 11 agosto 1963 2ª giornata | Eintracht Treviri | 1 – 2 | Landau |  |

| 18 agosto 1963 3ª giornata | Magonza | 2 – 4 | Eintracht Treviri |  |

| 25 agosto 1963 4ª giornata | Eintracht Treviri | 3 – 2 | TSC Zweibrücken |  |

| 1º settembre 1963 5ª giornata | Pirmasens | 1 – 1 | Eintracht Treviri |  |

| 8 settembre 1963 6ª giornata | Eintracht Treviri | 1 – 5 | Sportfreunde 05 Saarbrücken |  |

| 15 settembre 1963 7ª giornata | Borussia Neunkirchen | 5 – 1 | Eintracht Treviri |  |

| 22 settembre 1963 8ª giornata | Eintracht Treviri | 2 – 2 | Wormatia Worms |  |

| 6 ottobre 1963 9ª giornata | Tura Ludwigshafen | 1 – 2 | Eintracht Treviri |  |

| 13 ottobre 1963 10ª giornata | Eintracht Treviri | 1 – 1 | Ludwigshafener SC |  |

| 20 ottobre 1963 11ª giornata | Saar 05 | 3 – 0 | Eintracht Treviri |  |

| 27 ottobre 1963 12ª giornata | Eintracht Treviri | 1 – 3 | Röchling Völklingen |  |

| 3 novembre 1963 13ª giornata | Eintracht Treviri | 4 – 2 | Oppau |  |

| 10 novembre 1963 14ª giornata | Phönix Bellheim | 1 – 3 | Eintracht Treviri |  |

| 17 novembre 1963 15ª giornata | Eintracht Treviri | 2 – 1 | Frankenthal |  |

| 24 novembre 1963 16ª giornata | VfR K'lautern | 1 – 1 | Eintracht Treviri |  |

| 1º dicembre 1963 17ª giornata | Eintracht Treviri | 1 – 1 | Neuendorf |  |

| 8 dicembre 1963 18ª giornata | Phönix Ludwigshafen | 0 – 0 | Eintracht Treviri |  |

| 15 dicembre 1963 19ª giornata | Eintracht Treviri | 3 – 0 | Weisenau |  |

#### Girone di ritorno
| 29 dicembre 1963 20ª giornata | Eintracht Treviri | 5 – 2 | Niederlahnstein |  |

| 5 gennaio 1964 21ª giornata | Landau | 2 – 3 | Eintracht Treviri |  |

| 12 gennaio 1964 22ª giornata | Eintracht Treviri | 1 – 1 | Magonza |  |

| 19 gennaio 1964 23ª giornata | TSC Zweibrücken | 0 – 0 | Eintracht Treviri |  |

| 26 gennaio 1964 24ª giornata | Eintracht Treviri | 2 – 0 | Pirmasens |  |

| 2 febbraio 1964 25ª giornata | Sportfreunde 05 Saarbrücken | 2 – 1 | Eintracht Treviri |  |

| 9 febbraio 1964 26ª giornata | Eintracht Treviri | 1 – 3 | Borussia Neunkirchen |  |

| 16 febbraio 1964 27ª giornata | Wormatia Worms | 2 – 2 | Eintracht Treviri |  |

| 23 febbraio 1964 28ª giornata | Eintracht Treviri | 0 – 0 | Tura Ludwigshafen |  |

| 1º marzo 1964 29ª giornata | Ludwigshafener SC | 1 – 0 | Eintracht Treviri |  |

| 8 marzo 1964 30ª giornata | Eintracht Treviri | 2 – 2 | Saar 05 |  |

| 15 marzo 1964 31ª giornata | Röchling Völklingen | 5 – 1 | Eintracht Treviri |  |

| 22 marzo 1964 32ª giornata | Oppau | 0 – 1 | Eintracht Treviri |  |

| 29 marzo 1964 33ª giornata | Eintracht Treviri | 2 – 0 | Phönix Bellheim |  |

| 5 aprile 1964 34ª giornata | Frankenthal | 6 – 2 | Eintracht Treviri |  |

| 12 aprile 1964 35ª giornata | Eintracht Treviri | 4 – 3 | VfR K'lautern |  |

| 19 aprile 1964 36ª giornata | Neuendorf | 2 – 3 | Eintracht Treviri |  |

| 26 aprile 1964 37ª giornata | Eintracht Treviri | 3 – 0 | Phönix Ludwigshafen |  |

| 3 maggio 1964 38ª giornata | Weisenau | 1 – 6 | Eintracht Treviri |  |

### Coppa di Germania
| Arbitro: | Siebert |

|          |           |                |
| Busch 5’ | Marcatori | 51’ Mittrowski |

| Arbitro: | Fork |

|                                             |           |  |
| Rodekamp 18’, 70’ Mittrowski 19’ Heiser 87’ | Marcatori |  |

## Statistiche

### Statistiche di squadra
| Competizione          | Punti | In casa | In casa | In casa | In casa | In casa | In casa | In trasferta | In trasferta | In trasferta | In trasferta | In trasferta | In trasferta | Totale | Totale | Totale | Totale | Totale | Totale | DR |
| Competizione          | Punti | G       | V       | N       | P       | Gf      | Gs      | G            | V            | N            | P            | Gf           | Gs           | G      | V      | N      | P      | Gf     | Gs     | DR |
| --------------------- | ----- | ------- | ------- | ------- | ------- | ------- | ------- | ------------ | ------------ | ------------ | ------------ | ------------ | ------------ | ------ | ------ | ------ | ------ | ------ | ------ | -- |
| Regionalliga sudovest | 43    | 19      | 9       | 6       | 4       | 39      | 30      | 19           | 7            | 5            | 7            | 33           | 38           | 38     | 16     | 11     | 11     | 72     | 68     | +4 |
| Coppa di Germania     | -     | 1       | 0       | 1       | 0       | 1       | 1       | 1            | 0            | 0            | 1            | 0            | 4            | 2      | 0      | 1      | 1      | 1      | 5      | -4 |
| Totale                | 43    | 20      | 9       | 7       | 4       | 40      | 31      | 20           | 7            | 5            | 8            | 33           | 42           | 40     | 16     | 12     | 12     | 73     | 73     | 0  |

### Andamento in campionato
| Giornata  | 1  | 2  | 3  | 4 | 5 | 6  | 7  | 8  | 9  | 10 | 11 | 12 | 13 | 14 | 15 | 16 | 17 | 18 | 19 | 20 | 21 | 22 | 23 | 24 | 25 | 26 | 27 | 28 | 29 | 30 | 31 | 32 | 33 | 34 | 35 | 36 | 37 | 38 |
| --------- | -- | -- | -- | - | - | -- | -- | -- | -- | -- | -- | -- | -- | -- | -- | -- | -- | -- | -- | -- | -- | -- | -- | -- | -- | -- | -- | -- | -- | -- | -- | -- | -- | -- | -- | -- | -- | -- |
| Luogo     | T  | C  | T  | C | T | C  | T  | C  | T  | C  | T  | C  | C  | T  | C  | T  | C  | T  | C  | C  | T  | C  | T  | C  | T  | C  | T  | C  | T  | C  | T  | T  | C  | T  | C  | T  | C  | T  |
| Risultato | P  | P  | V  | V | N | P  | P  | N  | V  | N  | P  | P  | V  | V  | V  | N  | N  | N  | V  | V  | V  | N  | N  | V  | P  | P  | N  | N  | P  | N  | P  | V  | V  | P  | V  | V  | V  | V  |
| Posizione | 12 | 17 | 11 | 8 | 9 | 11 | 14 | 13 | 12 | 13 | 14 | 17 | 13 | 11 | 11 | 11 | 11 | 11 | 9  | 7  | 7  | 7  | 7  | 6  | 7  | 7  | 7  | 8  | 8  | 10 | 10 | 9  | 9  | 10 | 9  | 8  | 6  | 6  |

Legenda:

Luogo: C = Casa; T = Trasferta. Risultato: V = Vittoria; N = Pareggio; P = Sconfitta.

### Statistiche dei giocatori
| W. Baumgart   | 2 | 0 | 0 | 0 |
| H. Becker     | 2 | 0 | 0 | 0 |
| H. Brand      | 1 | 0 | 0 | 0 |
| D. Brozulat   | 2 | 0 | 0 | 0 |
| H. Busch      | 2 | 1 | 0 | 0 |
| G. Geulich    | 2 | 0 | 0 | 0 |
| W. Haag       | 2 | 0 | 0 | 0 |
| E. Hermesdorf | 2 | 0 | 0 | 0 |
| L. Kleim      | 2 | 0 | 0 | 0 |
| R. Matzat     | 0 | 0 | 0 | 0 |
| E. Schmitt    | 2 | 0 | 0 | 0 |
| H. Schmitz    | 1 | 0 | 0 | 0 |
| P. Scholtes   | 2 | 0 | 0 | 0 |